# Пиллаи, Раман
Каннанкара Велаюдхан Раман Пиллаи (малаял. സി.വി. രാമൻപിള്ള; 19 мая 1858, Тривандрам, Британская Индия — 21 марта 1922, Тривандрам, Британская Индия) — видный индийский писатель

, драматург на малаяламском языке, редактор, судья.

## Биография
Его родители служили при княжеском дворе махараджи Траванкора, благодаря этому получил образование. В 1881 году стал бакалавром гуманитарных наук. Продолжил учёбу в Хайдарабаде.

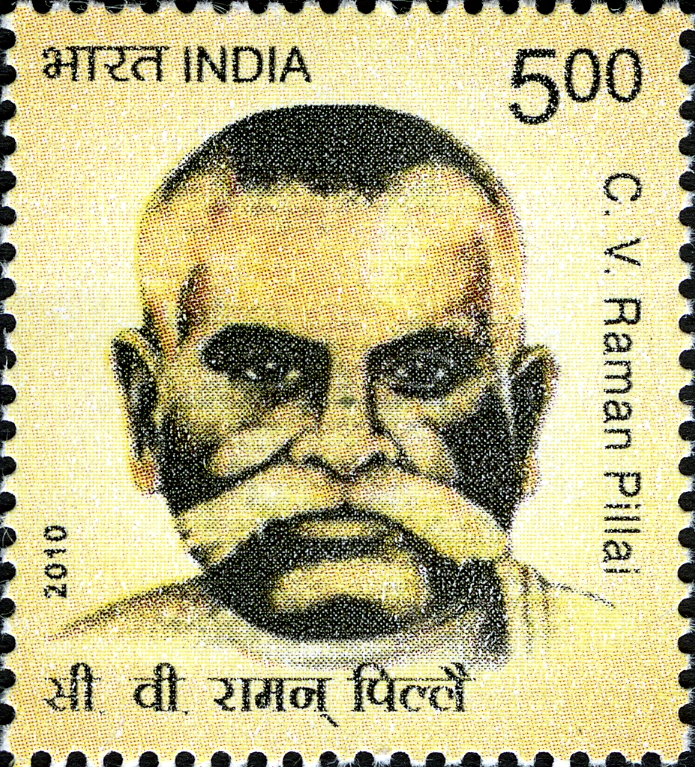
Почтовая марка Индии. 2010 г. с изображением Рамана Пиллаи

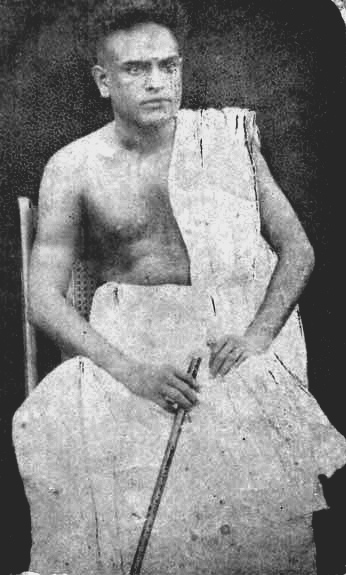
Раман Пиллаи в молодости

Некоторое время редактировал газету Kerala Patriot (Керала). Работал в Верховном суде, поступил в юридический колледж, чтобы изучать право, но не смог сдать экзамен на адвоката. Дослужился до звания главного судьи в Верховном суде, затем ушел в отставку с поста суперинтенданта правительственной прессы в 1905 году.
В 1918 году стал председателем Комитета по учебной литературе Траванкора. Некоторое время работал членом экзаменационной комиссии. Работал в газетах на малаяли.
Известен, как драматург-новатор. Автор ряда исторических романов.

## Избранные произведения
Исторические романы
- Marthandavarma (1891)[9]
- Dharmaraja (1913)[10]
- Ramaraja Bahadur (1918—1919)[11]

Социальные романы
- Premamritam (1915)

Пьесы, комедии, фарсы
- Chandramukheevilāsam (1884) (не издано)
- Mattavilāsam (1885) (не издано)
- Kurupillakalari (1909)
- Tentanāmkōţţu Harischandran (1914)
- Kaimalassanţe Kadassikkai (1915)
- Docţarku Kiţţiya Micham (1916)
- Cherutēn Columbus (1917)
- Pandathē Pāchan (1918)
- Pãpi Chelluņadam Pāthālam (1919)
- Kuruppinţe Thirippu (1920)
- Butler Pappan (1922)